# Parafia Iwerskiej Ikony Matki Bożej w Połądze
Parafia Iwerskiej Ikony Matki Bożej – prawosławna parafia w Połądze, w dekanacie kłajpedzkim eparchii wileńskiej i litewskiej.
Parafia została erygowana w 1995. Używana przez nią wolno stojąca cerkiew została wybudowana w latach 1999–2002. Do tego czasu parafianie korzystali z pomieszczenia w miejscowej szkole średniej.
Liczbę wiernych szacuje się na 100 osób.